# 曹一元
曹一元（1547年—？），字慎夫，號太始，湖廣荊州府江陵縣人，民籍，明朝政治人物。

## 生平
萬曆四年（1576年）丙子科湖廣鄉試第五十名，萬曆十一年（1583年）癸未科會試第一百六十七名，登三甲第二百一十四名進士。刑部觀政，次年授撫州府推官。十七年丁憂，二十年復除南康府，二十三年升處州府通判。

## 家族
曾祖曹文桂；祖父曹𤦃；父曹天應。母尹氏。具慶下。